# Virginia Leng
Virginia Leng, född den 2 februari 1955 i Malta, är en brittisk ryttare.
Hon tog OS-silver i lagtävlingen i fälttävlan i samband med de olympiska ridsporttävlingarna 1988 i Seoul.